# Bitwa pod Bergen aan Zee
Bitwa pod Bergen aan Zee – starcie zbrojne, które miało miejsce 19 września 1799 roku podczas wojny Francji z drugą koalicją.
Armia francusko-holenderska (22 000 żołnierzy, w tym 12 000 Holendrów) dowodzona przez generała Brune’a (Holendrami dowodził generał Herman Willem Daendels) zajmowała stanowisko na wąskim pasie stałego lądu między Morzem Północnym a okolicznymi bagnami tzw. „zachodniego polderu”. Książę Yorku Fryderyk wylądował w Holandii 15 września i połączył się z Rosjanami. Trzy kolumny (razem 30 000 żołnierzy) Anglików i Rosjan 19 września zaatakowały armię Brune’a. Brune znakomicie wykorzystując znajdujące się w rejonie bitwy przeszkody terenowe (Kanał Alkmaarski), osaczył kolumnę rosyjską, zmuszając ją do kapitulacji. Środkową kolumnę angielską Francuzi odrzucili w kierunku Krabendam, jednak lewa kolumna angielska dowodzona przez generał Abercromby'ego odniosła sukces i zepchnęła holenderską dywizję Daendelsa w kierunku Sint Pancras. Widząc jednak niepowodzenie pozostałych kolumn, szybko się wycofała.